# San Giorgio di Nogaro
San Giorgio di Nogaro est une commune italienne de la province d'Udine dans la région Frioul-Vénétie Julienne en Italie.

## Administration
| Période                                  | Période  | Identité         | Étiquette | Qualité |
| ---------------------------------------- | -------- | ---------------- | --------- | ------- |
| 21/04/2008                               | En cours | Pietro Del Frate |           |         |
| Les données manquantes sont à compléter. |          |                  |           |         |

### Hameaux
Chiarisacco, Galli, Porto Nogaro, Villanova, Zellina, Zuccola

### Communes limitrophes
Carlino, Castions di Strada, Grado, Marano Lagunare, Porpetto, Torviscosa